# Karl Eder (Schiff)
Die Karl Eder ist ein österreichisches Fahrgastschiff, das von der Traunsee-Schifffahrt eingesetzt wird.

## Geschichte
Die Karl Eder wurde 1994 in der Lux-Werft in Deutschland gebaut und anschließend an den Traunsee transportiert, wo sie seit 1995 im Einsatz ist. Benannt ist das Schiff nach dem Vater von Karlheinz Eder, dem Geschäftsführer des Unternehmens Traunsee Schifffahrt. 